# Jatropha rosea
Jatropha rosea är en törelväxtart som beskrevs av Radcl.-sm.. Jatropha rosea ingår i släktet Jatropha och familjen törelväxter.
Artens utbredningsområde är Somalia. Inga underarter finns listade i Catalogue of Life.